# 日本無線電信
日本無線電信株式会社（にほんむせんでんしん）は、日本無線電信株式会社法の成立に伴い1925年に設立された特殊会社。

## 概要
明治、大正期の日本の有線（海底線）による国際電信回線の大部分は、大北電信会社に依存していた。1903年に商業太平洋海底電線会社は、サンフランシスコから、ハワイ、グアムを経由しマニラ間に海底電信線を敷設した。商業太平洋海底電線会社がこの電信線を分岐しグアムから小笠原まで敷設、日本政府が小笠原から東京までの電信線を敷設（小笠原丸）することで、1906年に日米間の電信回線が開通した。海外電信については、大北電信会社と商業太平洋海底電線会社の所有する設備に依存していた。このため、海外電報料金の内に占める、当該会社への支払額は、相当な額であった。1919年に、渋沢栄一の提唱により日米間に海底電信線を敷設する会社を設立する事な検討された。しかし米国は、外国の法人に海底電信線の米国での陸揚げを認めなかったため、この計画は実現されなかった。
その当時、無線技術も急速に発展しており、通信に適した波長を早急に獲得しておく必要があった。このため、大電力無線局を建設する必要が生じたが、日露戦争により政府財政も困窮化していたため、民間資金を利用する案が検討された。1925年、日本無線電信株式会社法が成立し、同年に日本無線電信株式会社が設立された。
- 資本金は2000万円。内政府は磐城無線局と、無線局設置のため購入していた土地を現物出資。

日本無線電信株式会社は、外国無線電報用の無線電信設備と付属設備を建設維持し、この設備を政府に提供する事を業務とした。これは、1900年公布の電信法第1条に、「電信及電話ハ政府之ヲ管掌ス」という規定があり、電報の受付、送受信や配達といった通信業務自体は政府が行うものとされたためである (国内電信電話事業は逓信省が管轄し業務を行っている) 。このため海外通信について議論がなされ、「電信及電話ハ政府之ヲ管掌ス」については通信内容の伝送とそれを実現する業務や内容を政府が掌握すれば、設備は民間のものを利用しても電信法には抵触しないと解釈され、同社は設備提供会社と位置づけられた。このため、日本無線電信株式会社は、通信量（トラフィック）に応じた設備使用料を政府から収入としていた。

## 沿革
- 1921年（大正10年） - 磐城無線電信局開局。
- 1925年（大正14年） - 日本無線電信株式会社法制定。
- 1925年（大正14年） - 日本無線電信株式会社創立。
- 1930年（昭和5年） - 短波専用の小山送信所を開設。
- 1938年（昭和13年） - 国際電話株式会社と合併し国際電気通信株式会社に業務承継。